# Залеу
Залеу (рум. Zalău) — місто в повіті Селаж у Румунії, що має статус муніципію.

## Географія
Місто розташоване на відстані 385 км на північний захід від Бухареста, 61 км на північний захід від Клуж-Напоки. Місто знаходиться біля колишнього кордону Римської імперії, точніше за 8 км від римського форту в «Поролісумі» - найпотужнішого оборонного укріплення в північно-західній частині римської провінції Дакія. У середньовіччі Залеу являв собою прохід із центральної Європи до серця Трансільванії через відому «соляну дорогу».

## Історія

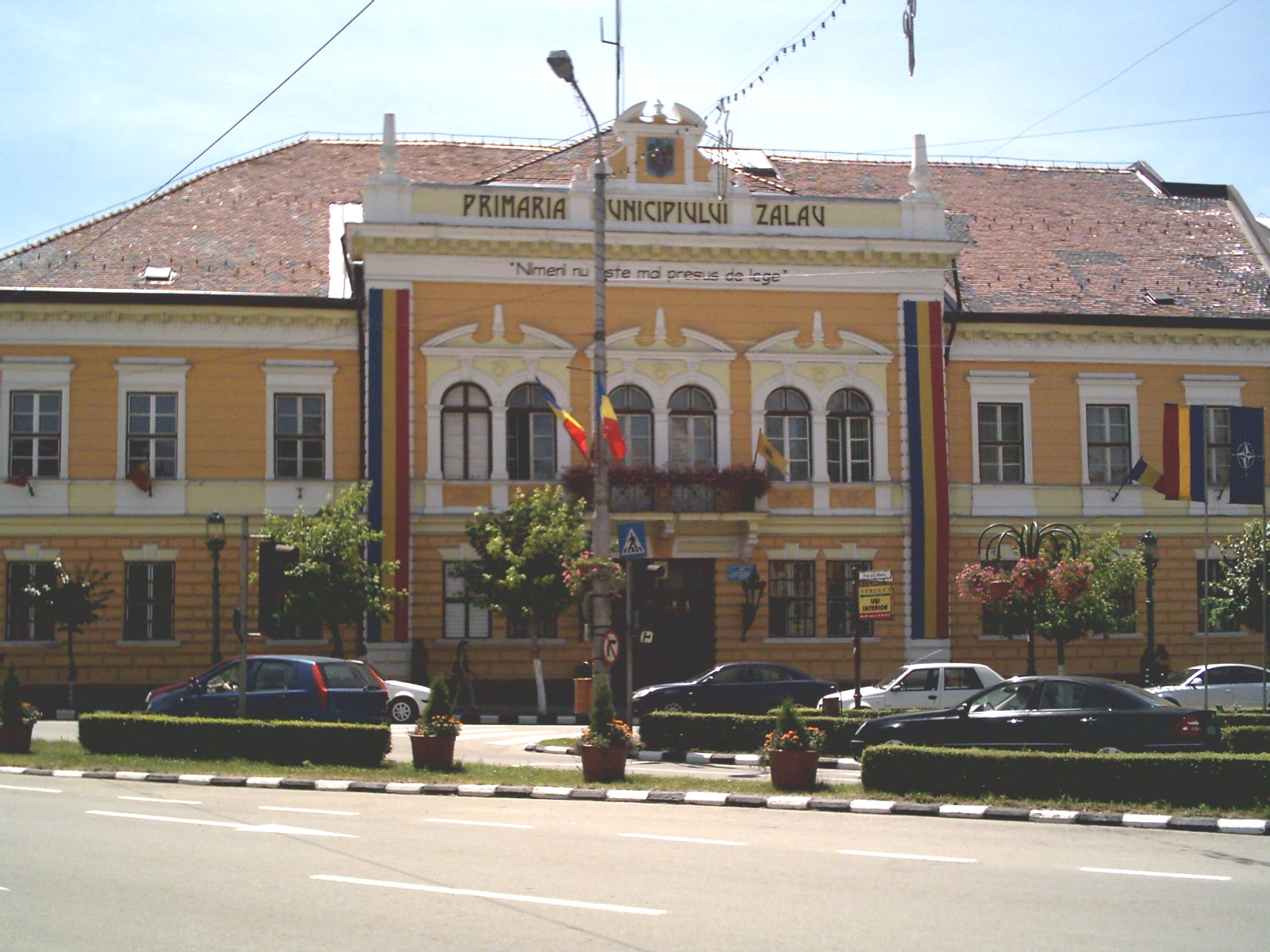
Міська рада

Перша письмова згадка про Залеу з’являється хроніці нотаріуса при дворі короля Угорщини Бели IV між 1200 і 1230 роками.
Наприкінці XVI століття місто належало до Трансільванії та мало автономне адміністративне керівництво, яке складалося з 33 обраних сенаторів, один з яких був мером.
У 1950 році Залеу входив до складу області Клуж, маючи статус округу. Після нового адміністративно-територіального поділу в 1968 році Залеу став центром повіту Салай, а в 1979 році отримав статус муніципалітету.

## Адміністративний устрій
Адміністративно місту також підпорядковане село Стина (населення 380 осіб, 2002 рік).

## Населення
За даними перепису населення 2002 року у місті проживали 62 927 осіб.
Чисельність населення на 2011 рік становить 56202 особи.
Національний склад населення міста:
| Національність            | Кількість осіб | Відсоток |
| ------------------------- | -------------- | -------- |
| румуни                    | 50902          | 80,9 %   |
| угорці                    | 11016          | 17,5 %   |
| цигани                    | 858            | 1,4 %    |
| німці                     | 46             | 0,1 %    |
| словаки                   | 24             | < 0,1 %  |
| італійці                  | 13             | < 0,1 %  |
| українці                  | 12             | < 0,1 %  |
| греки                     | 8              | < 0,1 %  |
| турки                     | 5              | < 0,1 %  |
| росіяни-липовани          | 4              | < 0,1 %  |
| китайці                   | 3              | < 0,1 %  |
| євреї                     | 2              | < 0,1 %  |
| серби                     | 1              | < 0,1 %  |
| болгари                   | 1              | < 0,1 %  |
| не вказали національність | 6              | < 0,1 %  |

Рідною мовою назвали:
| Мова                  | Кількість осіб | Відсоток |
| --------------------- | -------------- | -------- |
| румунська             | 51395          | 81,7 %   |
| угорська              | 11006          | 17,5 %   |
| циганська             | 420            | 0,7 %    |
| німецька              | 26             | < 0,1 %  |
| словацька             | 18             | < 0,1 %  |
| італійська            | 12             | < 0,1 %  |
| українська            | 8              | < 0,1 %  |
| російська             | 7              | < 0,1 %  |
| турецька              | 5              | < 0,1 %  |
| грецька               | 5              | < 0,1 %  |
| китайська             | 3              | < 0,1 %  |
| сербська              | 1              | < 0,1 %  |
| не вказали рідну мову | 3              | < 0,1 %  |

Склад населення міста за віросповіданням:
| Релігія                                       | Кількість осіб | Відсоток |
| --------------------------------------------- | -------------- | -------- |
| православні                                   | 46121          | 73,3 %   |
| реформати                                     | 9591           | 15,2 %   |
| п'ятдесятники                                 | 2075           | 3,3 %    |
| греко-католики                                | 1938           | 3,1 %    |
| баптисти                                      | 1268           | 2,0 %    |
| римо-католики                                 | 1085           | 1,7 %    |
| не релігійні                                  | 115            | 0,2 %    |
| бретрени                                      | 56             | 0,1 %    |
| адвентисти                                    | 52             | 0,1 %    |
| атеїсти                                       | 36             | 0,1 %    |
| унітарії                                      | 26             | < 0,1 %  |
| мусульмани                                    | 7              | < 0,1 %  |
| старообрядці                                  | 5              | < 0,1 %  |
| лютерани (Синодально-пресвітеріанська церква) | 4              | < 0,1 %  |
| лютерани (Аугсбурзького сповідання)           | 3              | < 0,1 %  |
| лютерани                                      | 2              | < 0,1 %  |
| юдеї                                          | 2              | < 0,1 %  |
| не вказали релігію                            | 28             | < 0,1 %  |

## Міста-партнери
Має партнерські зв'язки з українським містом:
- Кам'янець-Подільський
- Імола
- Сентендре

## Галерея

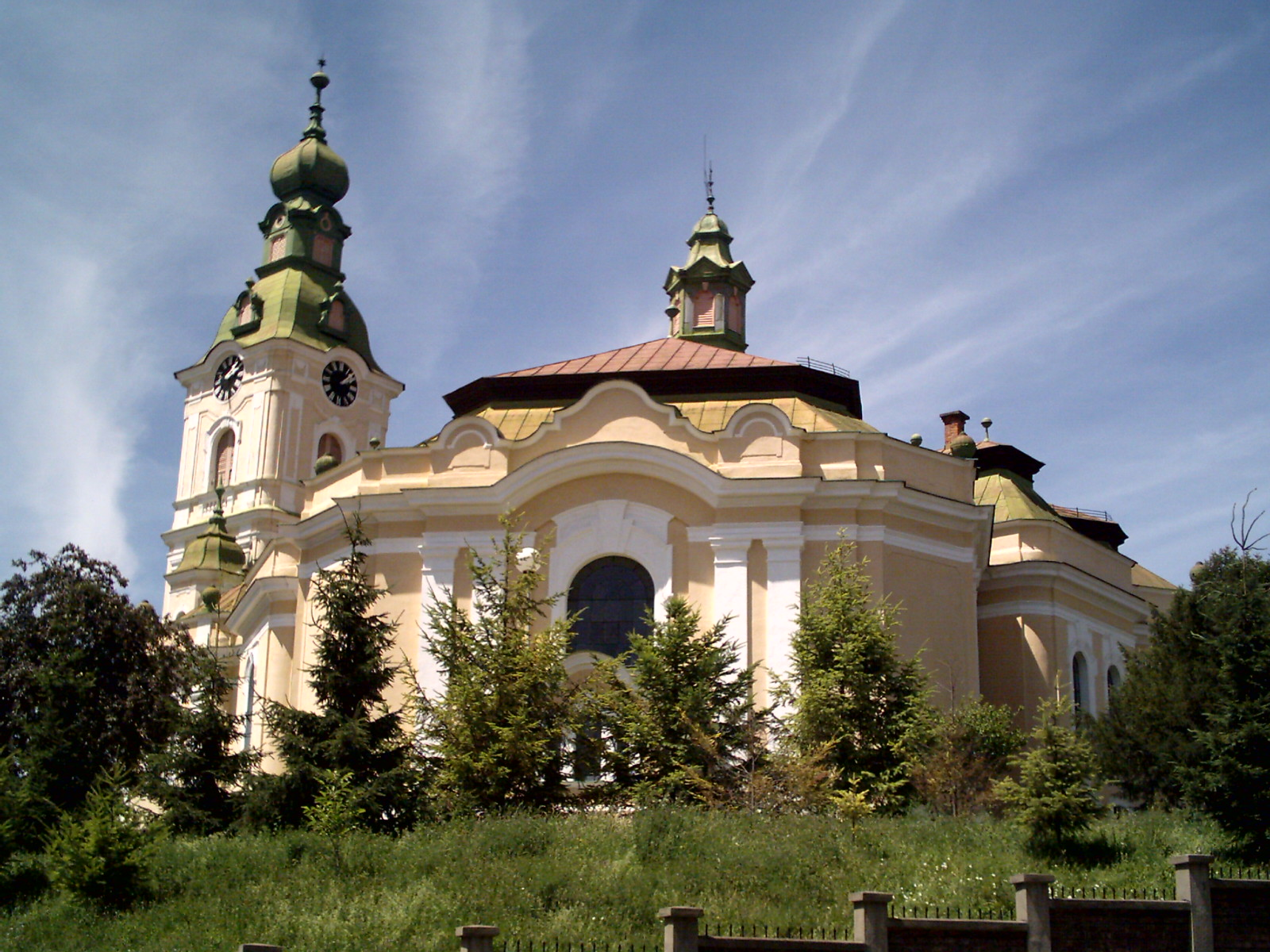
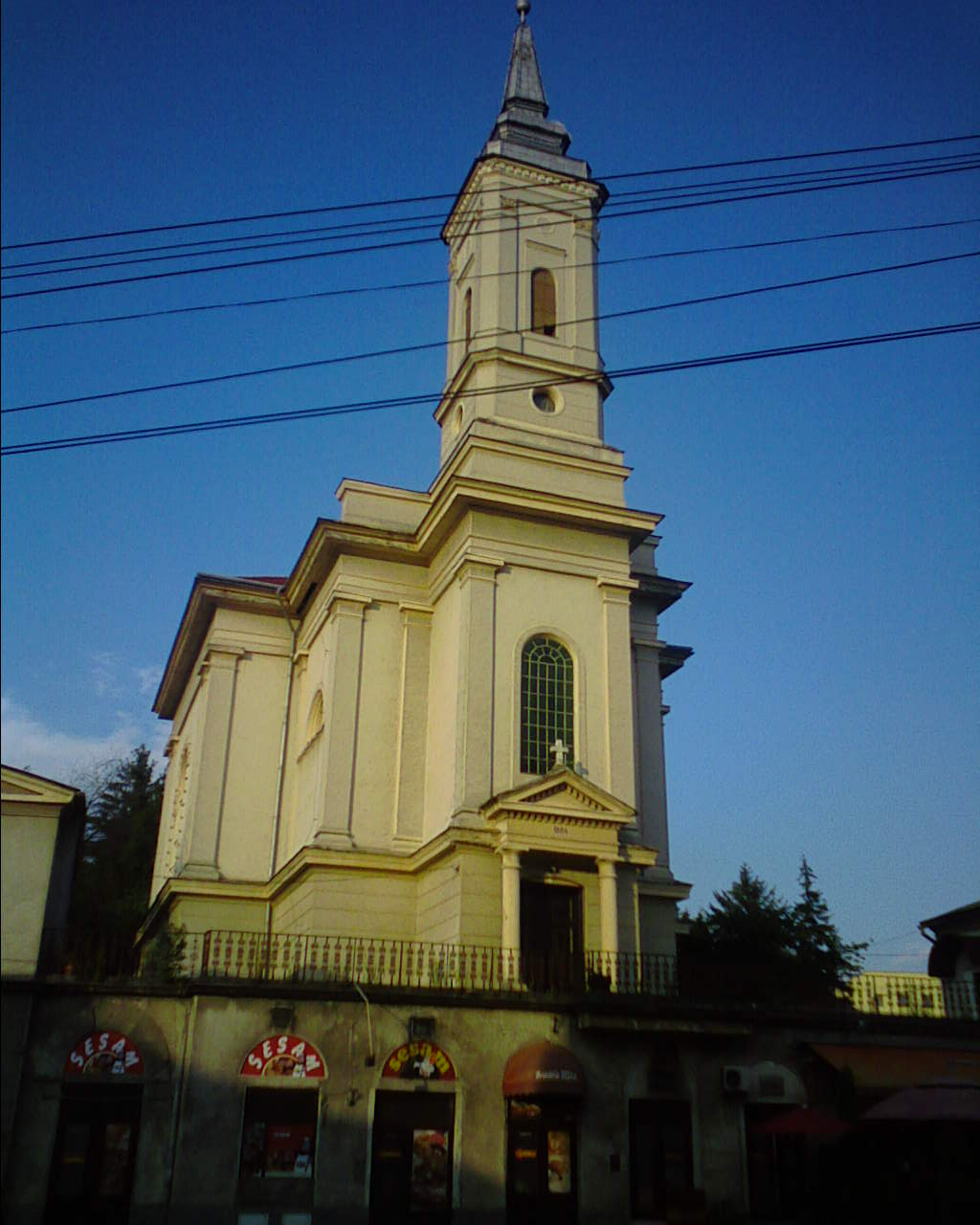
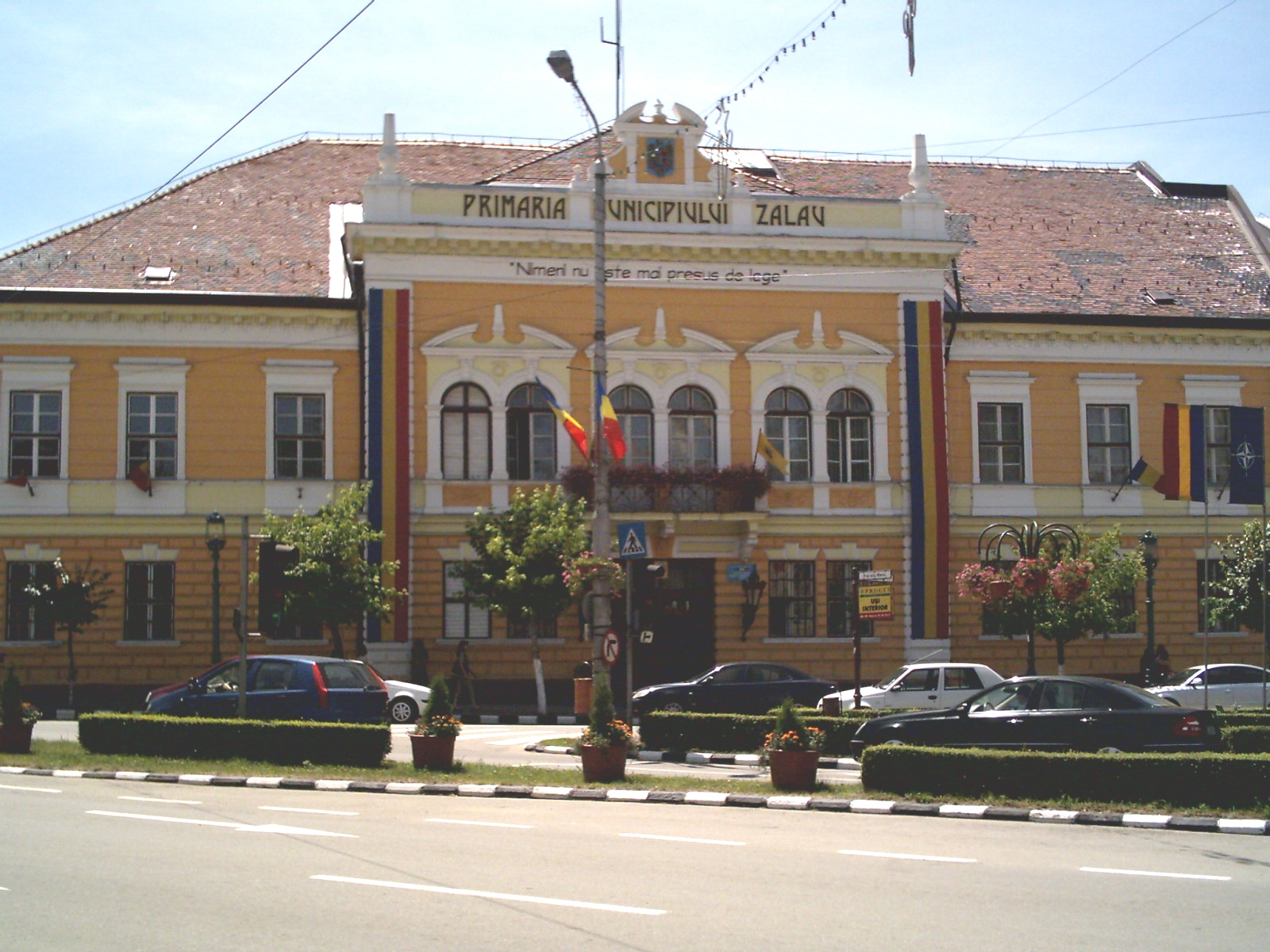
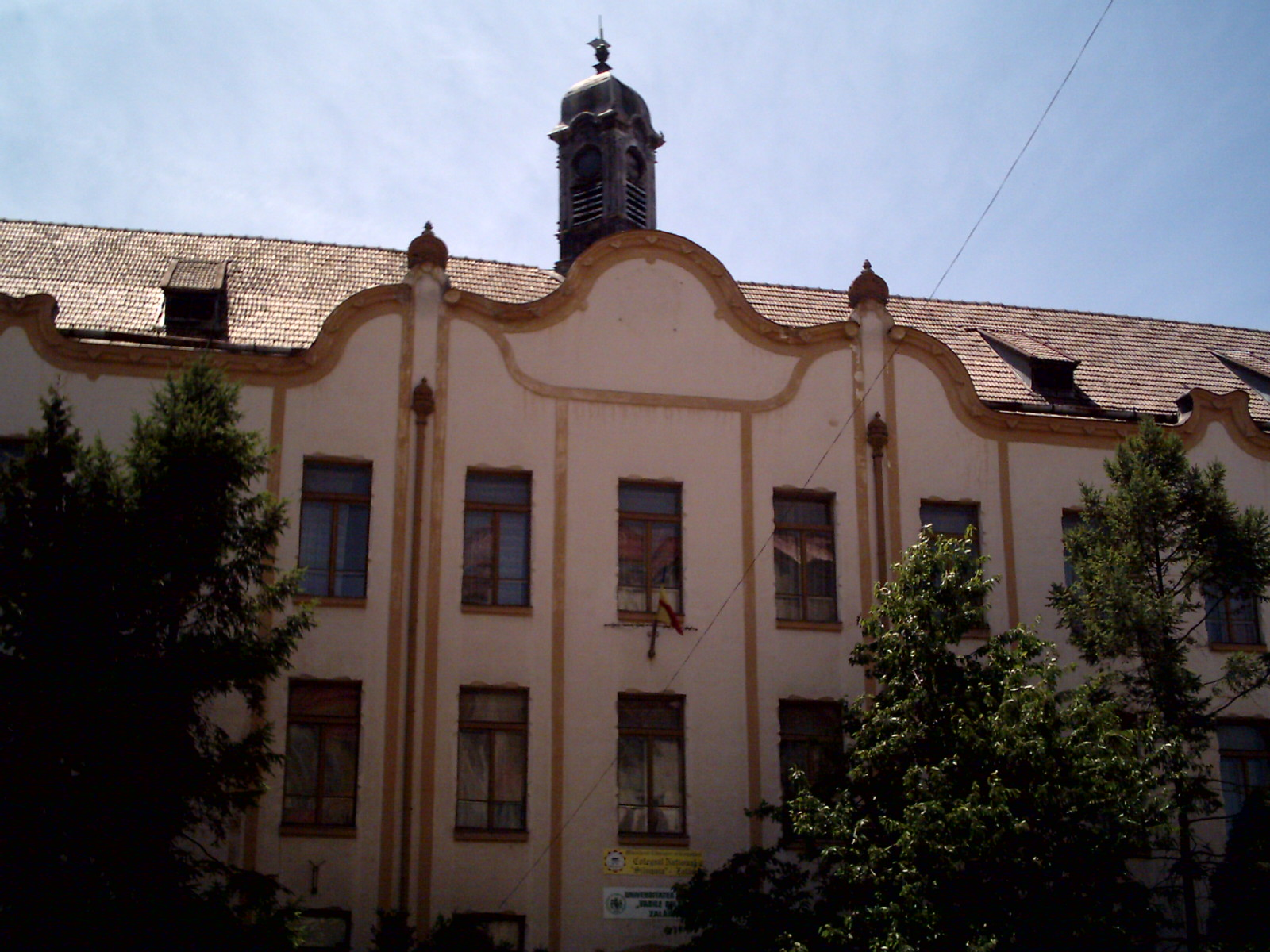
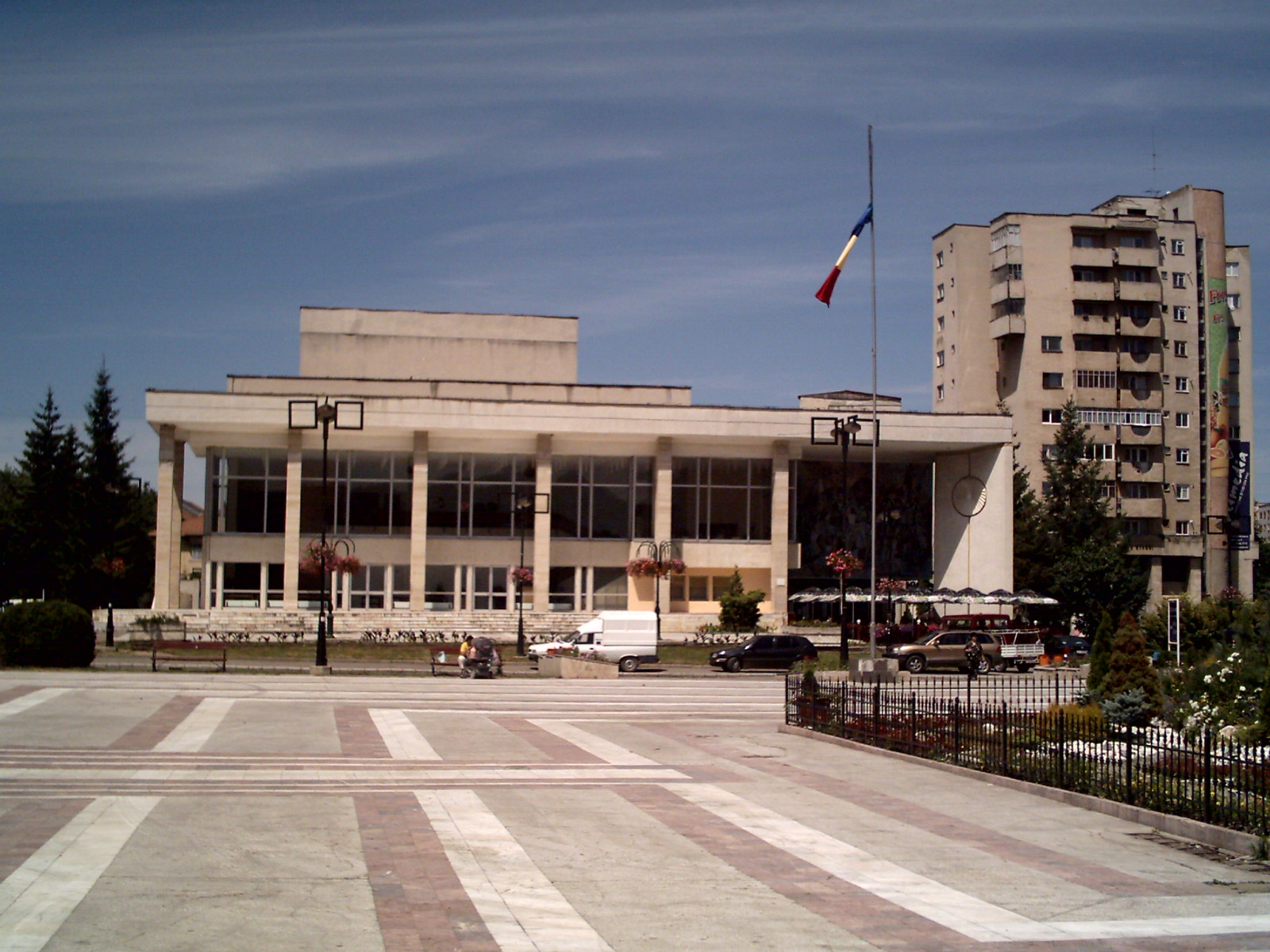
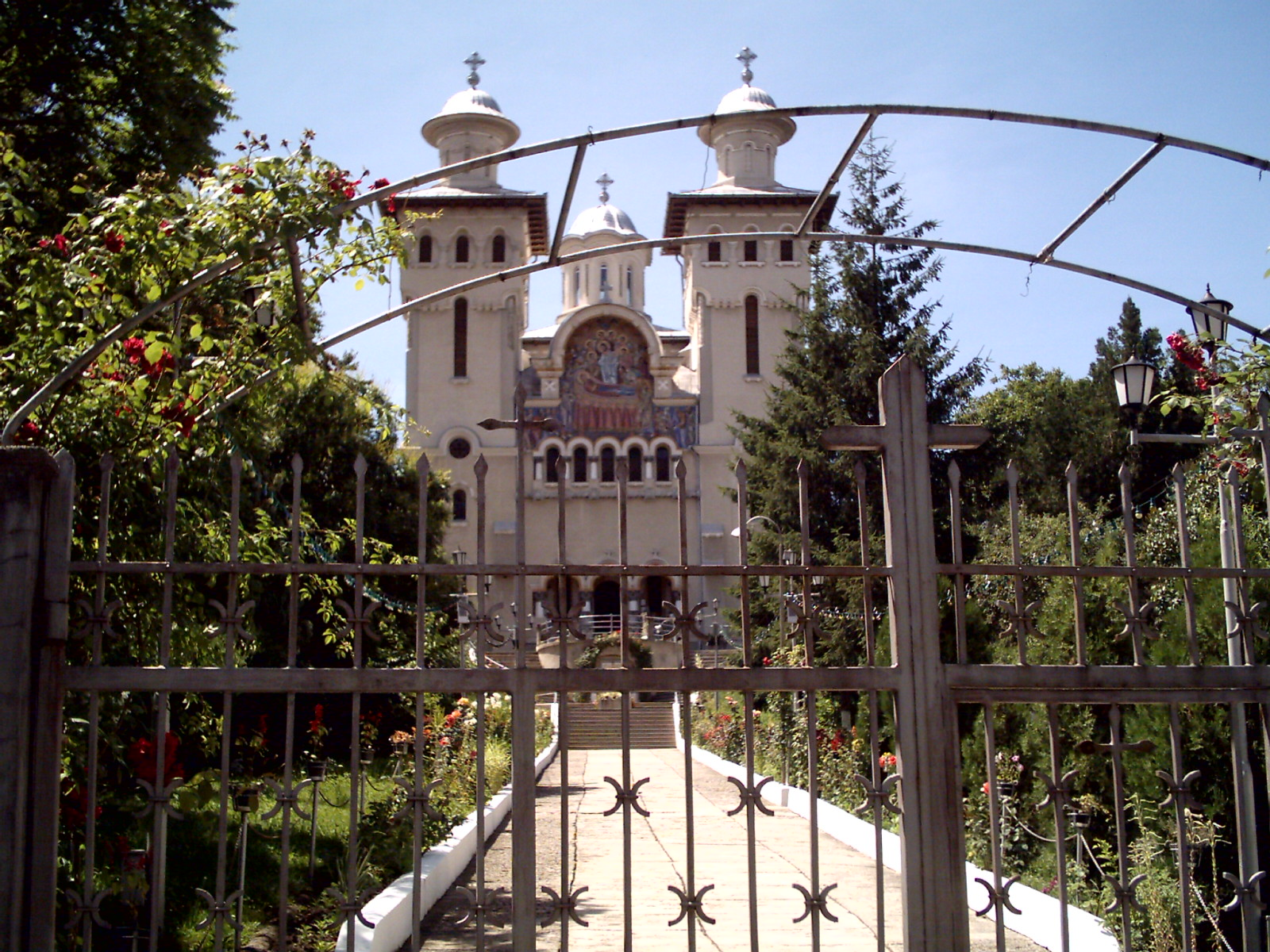
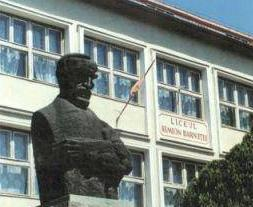